# 지오메카의 등장인물 목록
다음과 같은 내용인 지오메카의 등장인물 목록이다.

## 등장인물

### 가디언

#### 한태후

###### 1기
지오메카, 레오칸의 파트너인 비스트가디언. 사자의 발톱, 라이트닝 클로와 뛰어난 순발력이 장점! 장난도 잘 치고 덜렁거리는 면도 많지만, 할 때는 하는 스타일. 가장 늦게 비스트가디언이 되었지만, 어려운 상황에서도 포기하지 않는 용기 있는 정신과 행동으로 모두의 사기를 끌어 올린다.

###### 2기
지오메카, 티라노토스의 파트너의 캡틴다이노. 티라노의 발톱, 라이트닝 클로와 뛰어난 순발력이 장점! 장난도 잘 치고 덜렁거리는 면도 많지만, 할 때는 하는 스타일. 2번째로 캡틴다이노가 되었다. 어려운 상황에서도 포기하지 않는 용기 있는 정신과 행동으로 모두의 사기를 끌어 올린다.

#### 전루이

###### 1기
지오메카, 카이만의 파트너인 비스트가디언. 악어의 턱, 크로커다일 죠스와 다양한 기술이 장점! 스스로가 잘생기고 남들보다 잘난 걸 아는 미소년. 남을 도울 때도 어쩔 수 없이 돕는다는 면이 있다. 시간이 지나면서 자신의 부족한 점, 다른 사람의 장점을 인정하면서 한층 발전한다.

###### 2기
지오메카, 프테라 스톰의 파트너인 캡틴다이노. 프테라의 입, 프테라 죠스와 다양한 기술의 장점! 스스로가 잘생기고 남들보다 잘난 걸 아는 미소년. 남을 도울 때도 어쩔 수 없이 돕는다는 면이 있다. 시간이 지나면서 자신의 부족한 점, 다른 사람의 장점을 인정하면서 한층 발전한다.

##### 방석우

###### 1기
지오메카, 나스혼의 파트너인 비스트가디언. 코뿔소의 뿔, 와일드 파워 해머와 강한 파워가 장점! 처음엔 자신이 태후와 루이를 지켜야 한다고 생각하지만, 나중엔 믿음직한 동료로 여긴다. 다정다감한 성격으로, 태후와 루이의 투닥거림을 중재하며, 임무 중에 석양과 꽃을 보며 감동하기도 한다.

###### 2기
지오메카, 스테고탱크의 파트너인 캡틴다이노. 스테고의 돌기, 다이노 파워 해머와 강한 파워가 장점! 처음엔 자신이 태후와 루이를 지켜야 한다고 생각하지만, 나중엔 믿음직한 동료로 여긴다. 다정다감한 성격으로, 태후와 루이의 투닥거림을 중재하며, 임무 중에 석양과 꽃을 보며 감동하기도 한다.

##### 강헤라

###### 1기
강소령의 딸. GM 본부에서 비스트가디언들을 지원하는 천재 소녀. 위급한 상황엔 직접 파트너 지오메카, 스카이 호크와 함께 출동하여 이글 보우로 적을 쓰러뜨린다.

###### 2기
강소령의 딸. GM 본부에서 캡틴다이노들을 지원하는 천재 소녀. 태후, 루이, 석우를 믿고 더 이상 임무를 수행하지 않는다.

##### 제로

###### 1기
지오메카, 랍토르의 파트너인 캡틴다이노. 랍토르의 이빨 등으로, 헤라, 태후, 루이, 석우를 이끄는 리더십이 장점! 처음엔 태후, 루이, 석우를, 정식 비스트가디언으로 인정하지 않았지만, 나중엔 없어서는 안될 동료이자 후배로 생각한다.

###### 2기
지오메카, 랍토르의 파트너인 캡틴다이노. 랍토르의 이빨 등으로, 장군, 태후, 루이, 석우를 이끄는 리더십이 장점! 후배들에게 캡틴다이노의 대한 많은 정보를 알려준다.

##### 최장군

###### 2기
지오메카, 브라키오캐논의 파트너인 캡틴다이노. 브라키오의 캐논을 발사하며 수준급 실력을 자랑한다. 처음엔 제로와 같이 태후, 루이, 석우를 정식 캡틴다이노로 인정하지 않았다. 그리고 성격이 반항적이라 남의 말을 존중하지 않는다. 동박사의 조카.

##### 동박사
장군의 삼촌. 처음엔 캡틴다이노 중, 장군이 있는줄 몰랐지만, 2기 22화에서 그것을 확인한다. 2기 24화부터 악역과는 달리 가디언들을 위해 말실수를 한다. 태광(태후의 아버지)을 구한 장본인.

### 악역

##### 초와라
1기에서는 동박사의 종이였지만, 2기 7화부터 캡틴다이노와 함께 한다. 나중엔 동박사를 구하러 기지에 잠입 시도(헤라와 함께)했다.
- 왕초롱 박사
- 베어 박사
- 제인
- 블랙 마스크
- 닥터 리즈

### 지오메카

##### 레오칸
까칠하고 개념(예의)이 없는 지오메카. 2기 4화부터 출연을 하지 않았다. 태후의 파트너

##### 티라노토스
지오메카의 대장(캡틴). 2기 1~2화에서는 폭주를 하지만, 태광과 태후의 비슷한 점을 발견하여 4화에서 태후와 교감을 했다. 권한이 높아 강제출동, 강제연락을 할 수 있다.

##### 카이만
중재적인 지오메카. 조용한 것을 좋아하며 내성적이다. 마음이 잘 맞을 것 같은 루이를 선택한다. 2기 4화에서 루이와 헤어졌다.

##### 프테라스톰
낭만적이고 분위기를 UP시켜줄 지오메카. 루이와 마음이 잘 않맞을 것 같지만. 최상의 콤비

##### 나스혼
흥분을 한 지오메카. 석우와 마음이 잘 맞는다. 2기 4화에서 석우와 헤어졌다.

##### 스테고탱크
캡틴과 석우와 마음이 잘 맞는다. 석우와 가장 빨리 교감했다. 티라노토스를 잘 말린다고 했지만, 태후가 말려서 도움이 되지 않아 미안해한다.

##### 스카이호크
3단합체로 된 지오메카. 최초로 합체한 지오메카. 헤라의 명령만 따른다.

##### 브라키오캐논
장군의 파트너. 티라노토스, 스테고탱크, 랍토르, 프테라스톰과 함께 캐논을 발사하는 울트라 캐논이 있다. 가장 에너지와 덩치가 큰 지오메카.

##### 랍토르
최장 기간 출연 지오메카.